# Stadium of Light

O Stadium of Light (em português, Estádio da Luz), é um estádio de futebol localizado em Sunderland, Inglaterra. Tem uma capacidade para 49,000 pessoas.
É a atual casa do Sunderland e é o nono maior estádio do futebol inglês.

## Resultados
A maior vitória do Sunderland no estádio foi uma vitória por 7-0 sobre o Oxford United na Divisão 1 durante a temporada 1998-1999.
A maior derrota do Sunderland no Stadium of Light foi por 5-0 em um amistoso de pré-temporada (marcando o 20º aniversário do estádio) contra o Celtic em 29 de julho de 2017. A maior derrota do Sunderland em competições nacionais no Stadium of Light foi por 4–0, o que aconteceu em quatro ocasiões (todas na Premier League): contra o Arsenal (11 de maio de 2003), contra o Manchester United (26 de dezembro de 2007), contra o  Aston Villa (14 de março de 2015) e contra o Southampton (11 de fevereiro de 2017).
As partidas com mais gols, ambas com nove gols, são uma vitória do Sunderland por 6–3 sobre o Exeter City na segunda rodada da EFL Cup em 25 de agosto de 2015 e uma derrota do Sunderland por 5–4 para o Coventry City na League One em 13 de abril de 2019.

## Jogos daSeleção Inglesa
Na história, foram realizados três jogos no estádio:
| 10 de outubro de 1999 | Inglaterra                           | 2 – 1     | Bélgica            |                                       |
| 15:00 (UTC+1)         | Alan Shearer 6' · Jamie Redknapp 66' | Relatório | Branko Strupar 14' | Público: 40,897 Árbitro: Anders Frisk |

| 2 de abril de 2003 | Inglaterra                               | 2 – 0     | Turquia |                                    |
| 20:00 (UTC+1)      | Darius Vassell 76' · David Beckham 90+1' | Relatório |         | Público: 47,667 Árbitro: Urs Meier |

| 27 de maio de 2016 | Inglaterra               | 2 – 1     | Austrália      |                                         |
| 20:00 (UTC+1)      | Rashford 3' · Rooney 55' | Relatório | Dier 75' (g.c) | Público: 46,595 Árbitro: Danny Makkelie |